# Дольчетто
Дольчетто — технический (винный) сорт винограда, используемый для производства красных вин. 

## География
Относится к эколого-географической группе западноевропейских сортов винограда. 
Родина и основной регион выращивания этого сорта винограда — итальянский Пьемонт. Сохранились архивные записи 1593 года, в которых есть ссылка об урожае винограда «Dozzetti» в посёлке Долиани в Пьемонте. Культивируется  также в Ломбардии (особенно в зоне Oltrepo Pavese), в Лигурии (зона Imperia, иногда именуется - Ормеаско) и в Валле д' Аоста.

## Основные характеристики
Сила роста лозы слабо-средняя. Лист средний, пятилопастный. У листьев слабое опушение на нижней поверхности. Цветки обоеполые. Гроздь средняя конической формы, удлиненная, как правило, напоминающая форму крыла. Урожайность этого сорта винограда средняя. Относится к сортам ранне-среднего периода созревания. Созревает он на четыре недели ранее, чем сорт Неббиоло. Неприхотлив к почве. Весьма чувствителен и крайне неустойчив к грибковым заболеваниям, особенно к пероноспоре.

## Применение
Используется для приготовления столовых, десертных вин.